# Bruntrapp
Bruntrapp (Heterotetrax humilis) är en fågel i familjen trappar inom ordningen trappfåglar.

## Utbredning och systematik
Fågeln förekommer i acaciatörnbuskar i östra Etiopien och norra Somalia. Den behandlas som monotypisk, det vill säga att den inte delas in i några underarter.

## Status
IUCN kategoriserar arten som nära hotad.